# Хронология украинского повстанческого движения (1941)
Ниже приведён список событий, связанных с участием Организации украинских националистов и других украинских националистических организаций за 1941 год.

## Хронология
- 15-19 января — во Львове прошел так называемый «Процесс пятидесяти девяти». Большая часть обвиняемых была приговорена к высшей степени наказания. Но некоторым все же удалось спастись. Среди них был будущий организатор и второй главнокомандующий УПА Дмитрий Клячкивский. Ему смертный приговор был заменен 10 годами заключения. С началом германо-советской войны ему удалось сбежать из тюрьмы[1].
- 15 марта — активистами ОУН во вторую годовщину оккупации Венгрией Закарпатья сорван над Хустским замком венгерский государственный флаг и на его месте установлен украинский сине-жёлтый. В то же время на месте боёв с венгерской армией был установлен дубовый крест с табличкой с надписью «Борцам за свободу Украины». В ответ венгерские оккупационные власти проводят в течение месяца массовые аресты — более 100 членов ОУН в Закарпатье, в том числе руководители краевого провода Андрей Цуга[укр.] и Дмитрий Бандусяк[укр.][2]. Арестованные во второй половине июля 1942 года предстанут перед военным трибуналом в Ковнеровском дворце вблизи Мукачево, где получили тюремные сроки на 2-12 лет лишения свободы[3].
- 1-4 апреля — в Кракове состоялся двухнедельный II-й Большой сбор ОУН(б). Этот съезд не признал решение II съезда ОУН в августе 1939 года. Принято решение проводить Большой сбор каждые 4 года с избранием проводника. Апрельский Краковский съезд ОУН-Р избрал проводником Степана Бандеру, генеральным судьей — Владимира Горбового, генеральным контролером – Михаила Кравцива. Заместителем Бандеры стал Ярослав Стецько[4].
- 7 мая — советские власти в Дрогобыче устроили большой показательный судебный процесс над 62 членами ОУН. По приговору советского суда 30 человек были приговорены к смертной казни, 24 – к десяти годам лишения свободы, дела остальных восьми отправили на дополнительное расследование. Впоследствии приговор несколько смягчились — четырем людям из числа тех, кто сначала был приговорен к смертной казни, был изменен приговор на срок лишения свободы[5].
- 22 июня — начались антисоветские восстания оуновцев в Сокальском, Поздимирском и Радеховском районах Львовской области. Оуновцы резали линии связи, нападали на пограничников, выявляли и вели бои с десантниками. В тот день 200 националистов, вооружённых винтовками, пулемётами и ручными гранатами, захватили Лопатин, которое защищали 30 бойцов войск НКВД и 50 милиционеров. Во время боя три военнослужащих были убиты, другие отступили из городка. Райцентр 16 часов был в руках оуновцев, а на следующий день их выбили части РККА[6].
- 24 июня — ОУН начала вооруженное выступление во Львове, обстреливая подразделения Красной Армии. Бои велись на Высоком замке, городской газораспределительной станции, в Лычаковском парке, у костёлов в центре Львова и в трамвайном депо. Однако к вечеру советским солдатам удалось взять ситуацию под контроль. Несмотря на принимавшиеся меры, вооружённые стычки на улицах города продолжались до 28 июня[7].
- 28 июня[8] — формирование отряда ополчения под командованием Тараса Боровца-Бульбы «Полесская Сечь» (до 3 тысяч человек), с целью очистки Северной Волыни и Полесья от красноармейцев и советских парашютистов[9].
- 30 июня — оглашение Акта о возобновлении Украинской державы и о создании временного Украинского Государственного Правления (правительства) во главе с Ярославом Стецько во Львове[10].
- 2 июля — в результате провозглашения 30 Львове Акта восстановления Украинского государства в Сообщении о событиях в СССР полиции безопасности и СД сказано: «готовятся дальнейшие меры против бандеровцев, особенно против самого Бандеры. Они будут проведены как можно скорее»[11].
- 3 июля — в донесении айнзатцгруппы «Б» было сказано, что «Украинские националисты под руководством Бандеры 2-3 июля поставили немецкую власть перед фактом создания Украинской республики и организации милиции. Группировка Бандеры развернула в последнее время большую активность, особенно в распространении листовок и т. п. В одной из этих листовок говорится, что украинское освободительное движение, ранее подавляемое польской полицией, ныне точно так же страдает и от немецкой полиции»[12][13].
- 5 июля — Степана Бандеру вызывают на допрос в Краков. Там он попадает под домашний арест. Также арестованы члены Украинского национального комитета, вместе с Владимиром Горбовым. После ареста на должность руководителя Провода ОУН занимает Лев Ребет[14].
- 17 июля — декрет Гитлера о присоединении Галичины к Польскому генерал-губернаторству[15].
- 30 июля — венгерские военные, дислоцированные в Городенке, организованным порядком оцепили здание военно-старшинской школы ОУН, насчитывавшей 200 человек, и осуществили реквизицию военного имущества. Начальник школы, сотник УГА и член ОУН(б) Пётр Васкул был арестован и позже расстрелян в Семаковском лесу возле Днестра[16].
- 12 августа — СД констатирует большую активность ОУН-Бандеры на Волыни и Полесье до Брест-Литовска[17][18].
- 13 августа — с фронта сняли батальон «Нахтигаль» и вывезли в Нойхаммер. По прибытии батальоны был окружён пулемётными расчётами и разоружён. Поводом к этому стали аресты в Львове немецкими спецслужбами глав ОУН Степана Бандеры и Ярослава Стецько по приказу Гитлера, потребовавшего «привести в порядок эту банду». Роман Шухевич узнав про аресты направил в адрес верховного командования вооружённых сил Вермахта письмо, в котором указал, что в «результате ареста нашего правительства и лидера легион не может больше пребывать под командованием немецкой армии»[19].
- 14 августа — Степан Бандера написал Альфреду Розенбергу письмо, в котором ещё раз попытался прояснить для немцев ситуацию, сложившуюся с ОУН(б). К письму Бандера приложил меморандум под названием «О положении в Львове (Лемберге)» (нем. «Zur Lage in Lwiw(Lemberg)»), который имел такие разделы: «История сотрудничества ОУН с Германией», «ОУН и новый порядок в Восточной Европе», «Основы украинско-немецкой дружбы», «Государство как источник творческого труда народа», «Цель ОУН — Украинское государство», «Акт 30.06.1941 и украинско-немецкое сотрудничество», «Отношения ОУН с правительством Украинского государства», «ОУН за дальнейшее сотрудничество с Германией». В меморандуме, в частности, подчёркивалось: «Идея украинской самобытности противостоит всякому угнетению, будь то еврейский большевизм или российский империализм», «ОУН желает сотрудничества с Германией не из оппортунизма, а исходя из осознания необходимости этого сотрудничества для блага Украины», «Нет лучшей гарантии украинско-немецкой дружбы, чем признание Германией Украинского Государства»[20].
- 9 сентября — в донесении начальника полиции и СД сообщалось о беспокойной ситуации к югу от Пинска (то есть на Волыни) и в Галичине. В Луцке во время религиозной церемонии на чествование памяти жертв советского режима собравшиеся принесли присягу на верность Степану Бандере. В волынских и галицких городах проводился сбор подписей за возвращение Бандеры на Украину. Везде распространялись листовки об украинском правительстве Яросалава Стецько и об отказ Степана Бандеры выполнить требование немцев распустить это правительство[21][22].
- 12 сентября — в донесении начальника полиции и СД сообщалось: «Эмиссары ОУН отличаются своим решительным стремлением к цели, свою скромностью и своей преданностью, которые могут вытекать лишь из настоящего идеализма. Этим самым они доставляют массу хлопот айнзацкоманде-6». Поэтому-то СД решило: «Когда ситуация в Украине будет в полной мере стабилизирована, все западные украинцы должны быть выселены, поскольку их деятельность необходимо рассматривать как вредную с любой точки зрения». Тогда же было констатировано такое: «На Востоке Украине пропаганду разворачивают только большевики и группа Бандеры»[23].
- 13 сентября — Главное управление имперской безопасности издало приказ об аресте проводников и активных членов ОУН(б)[24]. Мотивом для подписания директивы стало убийство видных деятелей ОУН(м) Емельяна Сеника и Николая Сциборского в Житомире и ещё нескольких членов мельниковского Провода ОУН. Немцы возложили вину за эти преступления на бандеровцев[25][26].
- 15 сентября — начало систематических репрессий против украинских националистов — членов ОУН Бандеры по всей оккупированной Украине и за рубежом. Полицией безопасности «Сипо», СД, гестапо, были арестованы и брошены в тюрьмы и концлагеря сотни украинских националистов. В тот же день Степана Бандеру и Ярослава Стецько перевезли в берлинскую тюрьму на Принц-Альбрехт-Штрассе[27][28].
- конец сентября — первая конференция ОУН-Бандеры в селе Сороки-Львовские в составе Николая Лебедя, Дмитрия Мирона, Ивана Климова, Василия Кука, Михаила Степаняка (перевод основной части кадров на нелегальное положение, организационное строительство, избежание прямых конфликтов с немцами до укрепления ОУН)[29].
- 10 октября — начальник полиции безопасности и СД в РКУ, доложил, что его приоритетной задачей является обезвреживание сторонников Бандеры и советских партизан; в Николаеве арестовано 16 бандеровцев, в т.ч. 3 руководящих функционера[30].
- 16 октября — встреча в Варшаве представительства польского подполья с официальным представительством ОУН(б), украинским политическим писателем и экспертом по советским делам — доктором Борисом Левицким. Он заявляет о желании к серьезным разговорам по поводу общей политики в отношении немцев. Сожалеет, что «официальные украинские факторы» высказывались 100-процентно за немецкую сторону. В рамках небольших полномочий, которыми он наделен, декларирует сдерживание антипольских настроений среди украинского общества, чтобы прекратились «эксцессы, которых сейчас много». Поляки тоже должны остановить «антиукраинскую агитацию» и подойти к предстоящим переговорам с убеждением, что Украинское Государство должно образоваться, а вопрос границ будет решаться после войны[31].
- 19 октября — в Кракове во время встречи с представительством польского подполья член ОУН-Б из Ярослава доктор Олекса Черкавский высказывает позицию — в случае поражения Германии — граница между Польшей и Украиной должна идти по Бугу и Сяну; Польша может компенсировать это за счёт земель Германии[31]..
- 14 ноября — начальник полиции безопасности и СД в РКУ, описывая положение дел на Волыни, отмечает, что «среди украинских политических течений наибольшую деятельность развёртывает, как всегда, ОУН(Бандеры)». Отчёт также упоминает и ОУН(м), подчёркивая, что она менее радикальна чем ОУН(б) и остаётся на позициях создания суверенной и независимой Украины[32].
- 15-18 ноября — ликвидация Олевской республики, демобилизация УПА-ПС и переход на нелегальное положение. Контроль над Олевском и районом окончательно перешёл к немцам. Из наименования армии были изъяты слова «Полесская Сечь» — осталось «УПА». Переход на подпольное существование был омрачён инцидентом. В Олевск прибыл гауптштурмфюрер СС Гичко и потребовал от Тараса Боровца предоставить ему вооружённый отряд для уничтожения еврейского населения, однако получил отказ. 18 ноября нацисты насильно мобилизовали 60 бывших казаков и с их помощью расстреляли несколько сотен евреев[33].
- 25 ноября — приказ айнзацкоманды С/5 всем постам СД и гестапо об уничтожении активистов ОУН-Бандеры: «Бесспорно установлено, что движение Бандеры готовит восстание в Рейхскомиссариате Украина, цель которого — создание независимой Украины. Все активисты движения Бандеры должны быть немедленно арестованы и после обстоятельного допроса тайно уничтожены как грабители»[34][35].
- 12 декабря — комендант СВБ генерал Стефан Ровецкий высылает инструкцию в Округ №3 СВБ (Львов), в котором пишет о попытках налаживания связи со стороны УНДО, ОУН(б) и украинских социал-революционеров. Польская сторона должна задекларировать обеспечение украинцам культурной жизни в Польше и признать их права на существование государства по Збручу, а также подчеркнуть необходимость сосуществования обоих народов на одной территории и угрозу со стороны Германии и России[36].